# Danyyil Dvirnyy
Danyyil Dvirnyy (San Petersburgo, 21 de octubre de 1990) es un jugador de ajedrez italiano que tiene el título de Gran Maestro desde 2014. Nacido en Rusia, se estableció en Italia con su familia siendo un niño. En el ranking de la Federación Internacional de Ajedrez (FIDE) de diciembre de 2015 tenía un Elo de 2567 puntos, lo que le convertía en el jugador número 3 (en activo) de Italia. Su máximo Elo fue de 2575 puntos alcanzado en la lista de marzo de 2014 (posición 339 en el ranking mundial).

## Resultados destacados en competición
Dvirnyy se proclamó en 2013 en Roma como el 73.º campeón de Italia con 8 puntos de 11, medio punto por delante de Alberto David y Sabino Brunello. En junio de 2013 fue campeón del tercer Torneo Forni di Sopra, con 7 puntos de 9, los mismos puntos que Aman Hambleton pero con mejor desempate. En diciembre de 2015 fue por segunda vez campeón de Italia con 7 puntos de 12, los mismos que Alberto David y Axel Rombaldoni (que le había privado del campeonato el año anterior), ganando el desempate con una última partida a armagedón con Alberto David.
Dvirnyy ha participado, representando a Italia, en dos olimpíadas de ajedrez los años 2012 y 2014, con el resultado de (+10 -1 =2), con un 58,8% de la puntuación. Su mejor resultado lo obtuvo en la Olimpíada de 2012 al puntuar 5 de 8 (+4 -2 =2), con el 62,5% de la puntuación, y una performance de 2520.